# 南塔妮

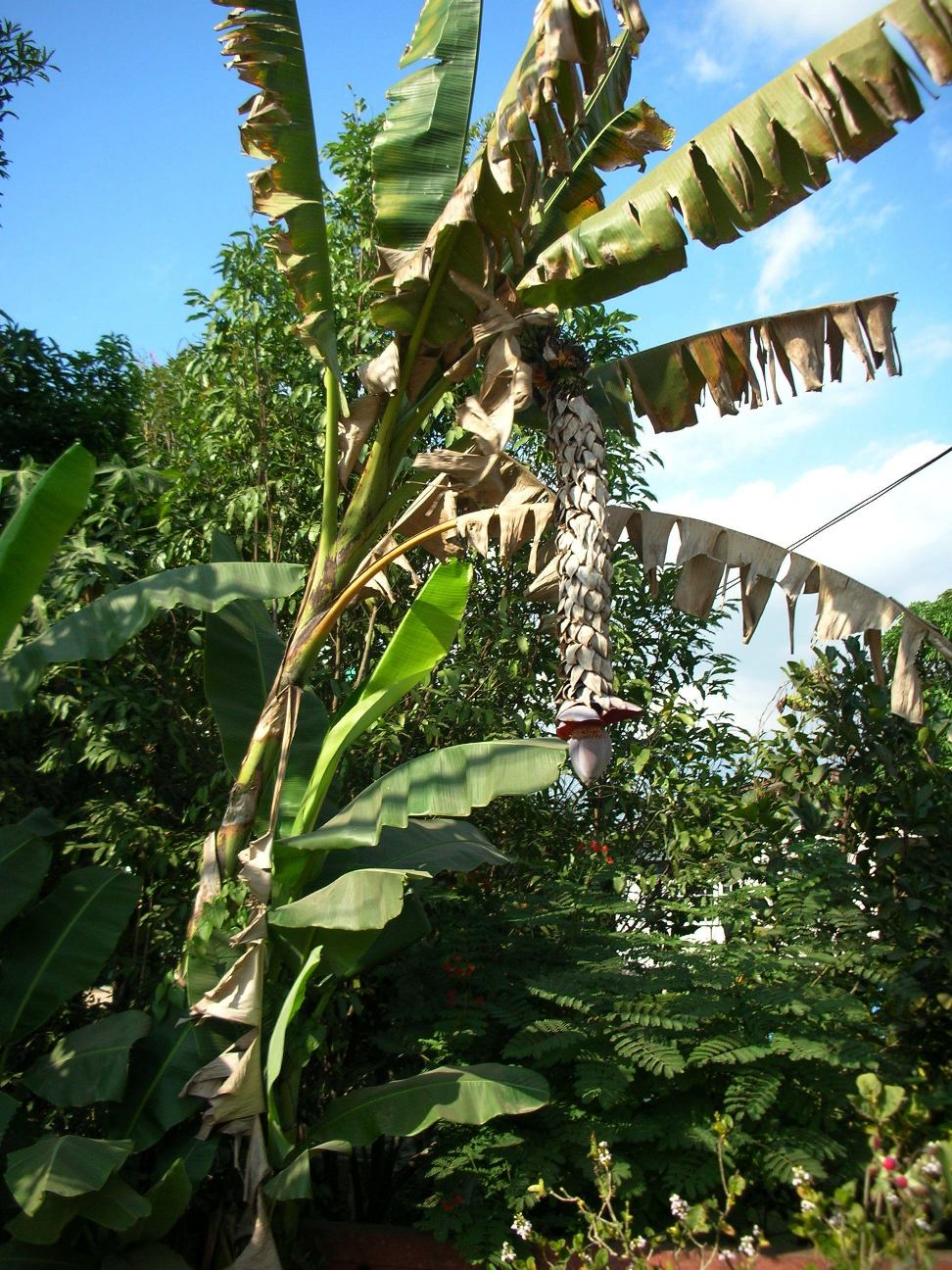
The wild type of banana known in Thai language as Kluai Tani (กล้วยตานี)

南塔妮，是一種泰國民間信仰中的女鬼，她們通常出現在野蕉樹下。
根據泰國民間傳說，南塔妮多數棲息在野蕉叢中，為外表美麗年輕的女子但有綠色的膚色，穿著泰装。她們多數保持隱藏，但在滿月之夜則可能現身，出現時呈站立的姿勢，但雙腳不沾地，下半身穿著由蕉葉組成的裙子。
她的出現一般被認為是不好的預兆，可能會傷害男人，出現的原因可能是她棲身的野蕉叢被破壞，而那些對女人犯罪的男人則可能受傷害，但它大多被認為是仁慈的。如她出現通常用甜食，香枝和鮮花來安撫，並用各色緞布圍繞她現身的那棵野蕉。
因與鬼魂的聯繫，一般泰國人也不喜歡野蕉，而這個傳說也流傳在老撾和柬埔寨。

## 其他泰国传说
克拉杭:泰国传说男鬼，形象是赤膊男子，穿着传统的泰国缠腰布，会在夜间飞行。
四耳五眼兽:清莱地方在玉佛寺的传说，看起来像熊。体型粗壮，有黑色长毛，四只耳朵，五只绿色的眼睛。吃木炭，会排出金子大便。
摩伽罗:音译摩竭或摩康。也叫做额辜（เงือกงู）。生活在陆上也可以生活在水中，形态像鳄鱼。

## 外部連結
- Thai popular spirits （页面存档备份，存于）
- Nang Tani poster[]
- Thai horror movies （页面存档备份，存于）
- ชวนไปดู มหัศจรรย์ กล้วยตานี ปลีดั่งดอกบัว (in Thai) （页面存档备份，存于）
- Nang Tani and Nang Takian (in Thai) （页面存档备份，存于）
- Thai ghosts: Welcome to our world

Template:Ghosts